# Dee Snider
Dee Snider (født 15. marts 1955) er en amerikansk musiker og skuespiller. Han er særligt kendt som forsanger i heavy metal-gruppen Twisted Sister, som han var medlem af fra 1976-1987 og igen fra 1997 og fremefter.
Han startede med at indspille sine sange i natklubber i de første 10 år. På scenen er han sminket, og er forklædt i både sort og lyserødt tøj. Udover at synge og skrive sangtekster, kan han også spille guitar, el guitar, bas, keyboard, trommer, klaver og tuba.

## Widowmaker
I 1990'erne dannede han som et fritidsband Widowmaker, et melodisk heavy-rock band. Han var med i dette band indtil han igen sluttede sig til bandet Twisted Sister.
Bandet opstod af:
- Al Pitrelli (guitar/keyboard)
- Marc Russell (bass)
- Joe Franco (trommer)
- Dee Snider (vokal)

| Musik | Spire Denne amerikanske musikrelaterede biografi er en spire som bør udbygges. Du er velkommen til at hjælpe Wikipedia ved at udvide den. | Biografi |